# Plagiorchis maculosus
Espèce
Plagiorchis maculosus est une espèce de trématodes de la famille des Plagiorchiidae.

## Classification
l'espèce Plagiorchis maculosus est décrite par Karl Asmund Rudolphi en 1802.